# Microrregión de Río Claro
La microrregión de Río Claro es una de las microrregiones del estado brasilero de São Paulo perteneciente a la mesorregión Piracicaba. Su población fue estimada en 2006 por el IBGE en 247.183 habitantes y está dividida en seis municipios. Posee un área total de 2.943,586 km².

## Municipios
- Brotas
- Corumbataí
- Ipeúna
- Itirapina
- Rio Claro
- Torrinha

- Datos: Q2280879